# Steve Lundquist
Steve Lundquist (Atlanta, Estados Unidos, 20 de febrero de 1961) es un nadador estadounidense retirado especializado en pruebas de estilo braza, donde consiguió ser campeón olímpico en 1984 en los 100 metros.

## Carrera deportiva
En el Campeonato Mundial de Natación de 1982 celebrado en Guayaquil, ganó el oro en los relevos de 4 x 100 metros estilos, por delante de la Unión Soviética y Alemania del Oeste (bronce); dos años después, en los Juegos Olímpicos de Los Ángeles 1984 ganó la medalla de oro en los 100 metros braza, consiguiendo batir el récord del mundo con un tiempo de 1:01.65 segundos, por delante del canadiense Victor Davis y el australiano Peter Evans; en cuando a las pruebas grupales, ganó el oro en los relevos de 4 x 100 metros estilos (nadando el largo de braza), por delante de Canadá y Australia.